# Sint-Lodewijkskerk (Boulogne-sur-Mer)

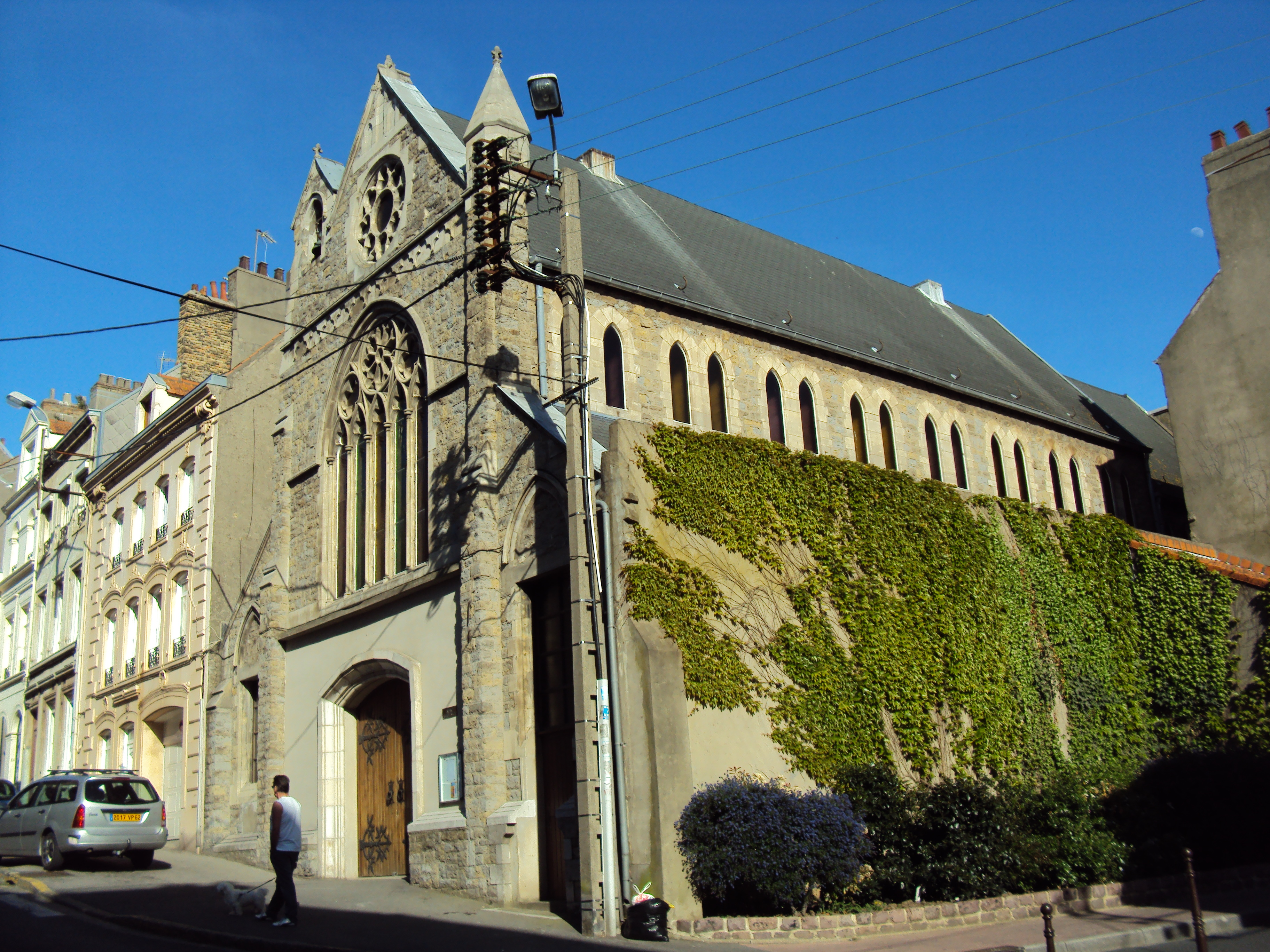
Sint-Lodewijkskerk

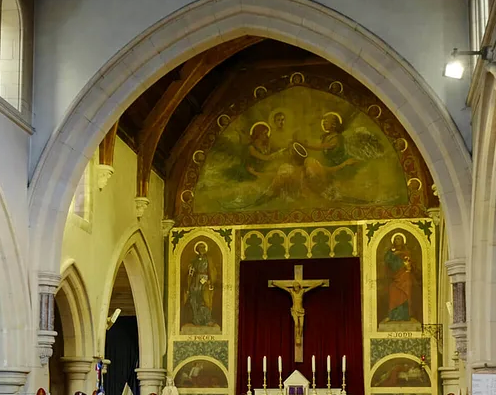

De Sint-Lodewijkskerk (Église Saint-Louis) is een katholiek kerkgebouw in de tot het departement Pas-de-Calais behorende stad Boulogne-sur-Mer, gelegen aan de Rue Félix-Adam.

## Geschiedenis
De Anglicaanse gemeenschap betrok in de 19e eeuw een kerkgebouw in de Rue de l'Ancien Rivage. In 1887 stortte dit gebouw in. Aan de Rue Félix-Adam werd een nieuwe kerk gebouwd, gewijd aan Johannes Evangelist (Saint John the Evangelist). Het gebouw werd ontworpen door de Londense architect William Thorold Lowdell. In 1888 werd de kerk in gebruik genomen onder de naam: Saint Peter and John Church.
Tijdens de 20e eeuw werd de Britse gemeenschap kleiner: de Britten vestigden zich liever aan de Côte d'Azur. Als gevolg hiervan werd de kerk verkocht aan een buurman die er een garage van maakte, waardoor de kerk grote schade opliep. De kerk werd in 1953 nog wel gebruikt door de evangelicale groepering Assemblies of God, alvorens dezen een eigen gebouw betrokken.
Toen in 1989 de garagehouder stierf wilde diens weduwe het gebouw verkopen. Er dreigde sloop. Het gebouw werd echter aangekocht door de Priesterbroederschap Sint Pius X. Er moest veel werk worden verricht om de kerk weer bruikbaar te maken. In 1990 werd een plechtige inwijdingsdienst gehouden. De kerk werd naar Sint-Lodewijk genoemd, vanwege een ziekenhuiskapel, gedeeltelijk gebouwd onder Lodewijk XIV, van dezelfde naam die, samen met het gehele ziekenhuis, in het eerste decennium van de 20e eeuw werd gesloopt.

## Gebouw
Het is een neogotisch bouwwerk, gebouwd in natuursteenblokken. Het is een zaalkerk onder zadeldak. De voorgevel heeft links een kleine klokkengevel.